# Pritchard
Pritchard är ett walesiskt efternamn som består av orden "ap" som betyder "son till" och mansnamnet Richard, som är ett germanskt namn som betyder "stark härskare". 
Namnet kan syfta på:
- Alan Pritchard, nyzeeländsk pilot
- Alwynne Pritchard (f.1968), brittisk kompositör
- Anthony Pritchard, australisk administratör
- Benjamin D. Pritchard (1835-1907), amerikansk soldat
- Bianca Langham Pritchard (f.1975), australisk landhockeyspelare
- Bosh Pritchard (f.1919), amerikansk football-spelare
- Charles Pritchard (1808-1893), a brittisk astronom
- Charlie Pritchard (1882-1916) walesisk rugbyspelare
- Chris Pritchard (f.1968), amerikansk mördare
- Cliff Pritchard (1881-1954), walesisk rugbyspelare
- Darrin Pritchard (f.1966), australisk football-spelare
- David Pritchard, förgreningssida
- Earl H. Pritchard (1907-1995), amerikansk sinolog
- Edward Pritchard kan syfta på många olika personer
- Edward William Pritchard (1825-1865), skotsk doktor och mördare doctor and murderer
- Frank Pritchard (f.1983), australisk rugby-spelare
- Gary Pritchard (f.1970), walesisk reporter
- George Pritchard (missionär) (1796-1883), brittisk missionär
- George H. Pritchard (fotbollstränare), amerikansk fotbollstränare
- George M. Pritchard (1886-1955), amerikansk advokat och politiker
- Gordon Pritchard (soldat) (1974-2006), brittisk soldat
- Hannah Pritchard (1711-1768), an engelsk skådespelare
- Howard Pritchard (f.1948), brittisk fotbollsspelare
- Jack Pritchard (1899-1992), brittisk möbeldesigner
- James Pritchard (f.1969), australisk-kanadensisk rugbyspelare
- James B. Pritchard (1909-1997), amerikansk arkeolog
- Jeter Connelly Pritchard (1857-1921), amerikansk politiker
- Joe Pritchard, amerikansk fotbollstränare
- Joel Pritchard (1925-1977), amerikansk politiker
- Jon-Leigh Pritchard, brittisk politiker
- John Pritchard, förgreningssida
- Kevin Pritchard, (f.1967), amerikansk basketspelare
- Lauren Pritchard (f.1987), amerikansk sångerska
- Linda Pritchard, svensk sångerska
- Luke Pritchard (f.1985), brittisk musiker
- Mark Pritchard (f.1966), brittisk politiker
- Mark Pritchard (f. 1985), brittisk football-spelare
- Matthew Pritchard (f.1973), walesisk skateboardåkare
- Mel Pritchard (1948-2004), brittisk musiker
- Michael Pritchard (f.1972), amerikansk musiker
- Mike Pritchard (f.1969), amerikansk football-spelare
- Norman Pritchard (1875-1929), angloindisk idrottare och skådespelare
- Paul Pritchard (f.1967), brittisk klättrare
- Peter Pritchard (f.1943), zoolog
- Phil Pritchard, kanadensisk ishockeyadministratör
- Robert W. Pritchard, amerikansk politiker
- Ron Pritchard (f.1947), amerikansk football-spelare
- Russell Pritchard (f.1979), brittisk musiker
- Tavita Pritchard (f.1987), amerikansk football-spelare
- Thomas Farnolls Pritchard (c.1723–1777), engelsk arkitekt som ritade The Iron Bridge
- Tom Pritchard (f.1917), nyzeeländsk cricketspelare
- Wendy Pritchard (f.1949), australisk hockeyspelare
- Wesley Pritchard, amerikansk sångare
- William Pritchard, amerikansk fotbollstränare